# Johannes-Kirche (Ostbevern)

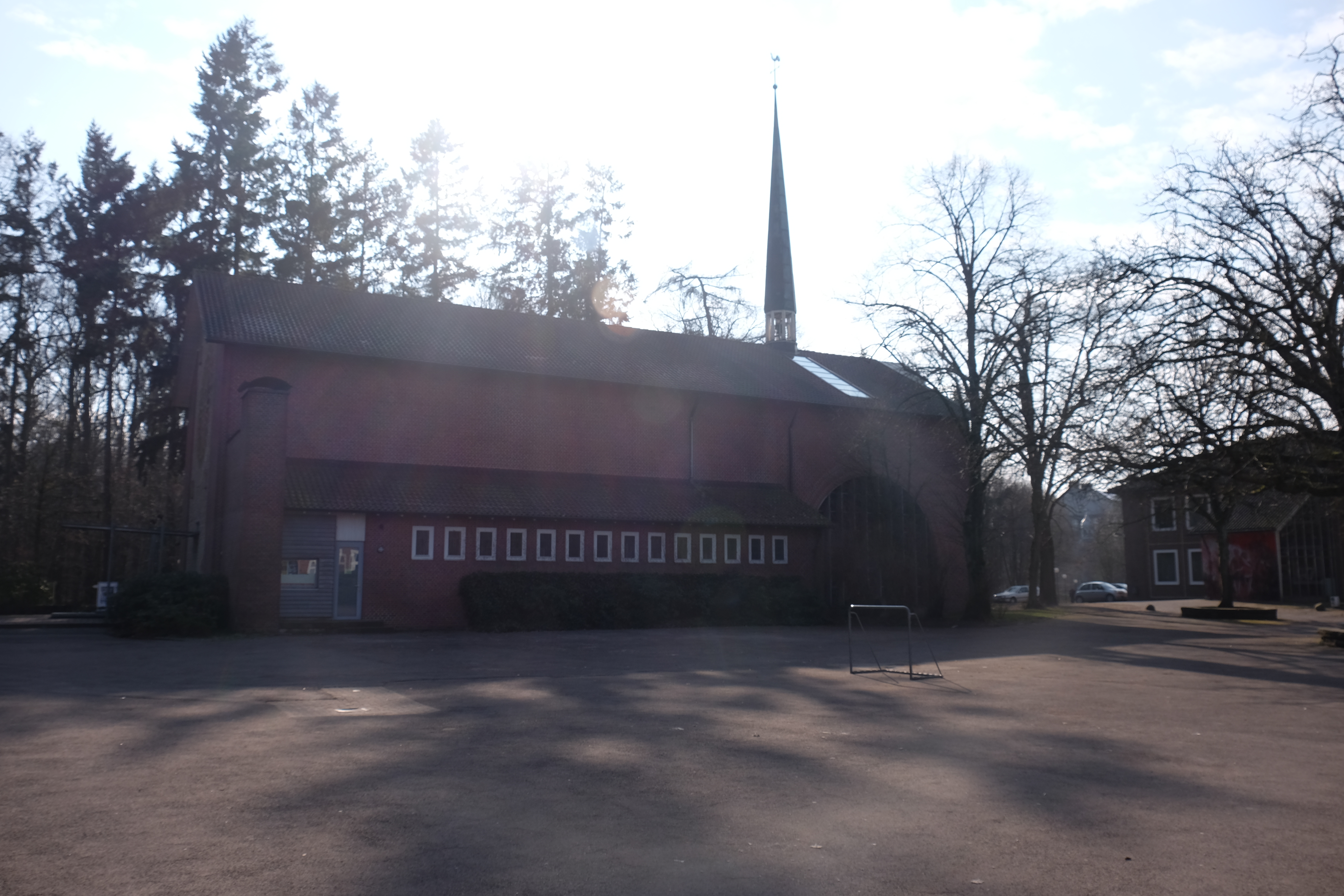
Die Johanneskirche auf der Loburg

Die Johannes-Kirche ist die Kirche des römisch-katholischen Internatsgymnasiums Collegium Johanneum in Ostbevern.

## Beschreibung
Die Johannes-Kirche bei Schloss Loburg ist ein dunkelroter Backsteinbau, der sich von West nach Ost streckt. Dabei ist der Chor zum Westen ausgerichtet. Zu beiden Seiten des Chorraumes sind bogenförmige Fester gespannt. Zudem ist auch noch ein Lichteinfall durch die Decke realisiert. Auf der Ostseite über dem Eingang ist eine Buntglasrosette ins Mauerwerk eingelassen. Die etwa 400 m² große Kirche hat einen rechteckigen Grundriss und ist mit einem schlichten Satteldach gedeckt.

## Geschichte
Die Kirche wurde 1958 nach den Plänen des Diözesanbaurates Alfons Boklage (1911–2003) aus Münster als südlicher Abschluss des Schulhofes des Johanneums gebaut. Sie soll den Schülern Gelegenheit zur Einkehr und zum Gebet ermöglichen. Ursprünglich war im Chorraum ein etwa 2 m hohes Holzkreuz zu sehen, das heute auf der Empore der Orgel angebracht wurde. Dafür wurde die Kirche Ende der 1994 von Ulrich Hahn völlig neu gestaltet. Der Lichteinfall sorgt für eine meditative Stimmung.